# Костёл Святого Духа (Вильнюс)
Костёл Свято́го Ду́ха и доминиканский монастырь в Вильнюсе (Доминиканский костёл; лит. Šventosios Dvasios bažnyčia, пол. kościół Świętego Ducha) — римско-католический приходской костёл с бывшим доминиканским монастырём, памятник архитектуры и искусства позднего барокко. Храм трёхнефный, в форме латинского креста в плане, длиной 57 м, шириной 26 м, может вместить 1450 человек. Ансамбль зданий доминиканского монастыря и храма включён в Регистр культурных ценностей Литовской Республики и охраняется государством как объект национального значения; код всего ансамбля 21, костёла — 27302.
Располагается в Старом городе, протянувшись боковым фасадом вдоль улицы Доминикону (в советское время улица Ю. Гарялё) и задним фасадом выходя на улицу Игното (Šv. Ignoto g., в советское время улица К. Гедрё). Нижняя часть храма опоясана с трёх сторон корпусами бывшего монастыря, благодаря чему выделяется его верхняя часть с двумя невысокими башнями (36,3 м), четырьмя фронтонами и куполом с фонарём над центральным нефом.
Относится к Вильнюсскому деканату Вильнюсской архиепархии. Официальный адрес: ул. Доминикону, 8 (Dominikonų g. 8). Ежедневные службы на польском языке.

## История
Нынешнее здание — уже, по меньшей мере, пятое, возведённое на этом же месте. Первые здания были выстроены в готическом стиле. По некоторым предположениям, небольшая деревянная церковь в этом месте стояла уже во времена князя Гедимина. В 1408 году князь Витовт поставил здесь костёл во имя Святого Духа. При Казимире Ягеллоне в 1441 году храм был перестроен и расширен уже как каменный.
До XVI века храм был приходским. В 1501 году в Вильну был приглашён Доминиканский орден, и король Александр, с согласия своего духовного отца — настоятеля костёла Николая Корчака, передал его монахам. Епископ Адальберт Войцех Табор подарил ордену большой участок земли с постройками рядом с храмом. По инициативе короля Александра на этом участке был построен монастырь, а сам костёл перестроен. Однонефное здание в форме латинского креста несколько раз горело и перестраивалось. Восстановленный после опустошительного пожара 1610 года, он был разграблен и сожжён во время взятия Вильны украинскими казаками и русским войсками в 1655 году. Небольшой храм, отстроенный после этого, усилиями настоятеля доминиканского монастыря Михаила Войниловича, предпринимавшимися с 1679 года, сменило новое здание, возведённое на средства и из материалов доминиканского ордена. Новый костёл был освящён в 1688 году виленским епископом Константином Бжостовским.
Храм пострадал при нашествии шведов в 1702 году. Катастрофические разрушения приносили опустошительные пожары XVIII века. По свидетельству современника пожара 1748 года, выгорело всё, включая первый в Вильне орган (стоивший монастырю 40 тысяч золотых) и гробы в подземельях костёла. Остались лишь стены с обгоревшей и осыпавшейся штукатуркой.
После пожаров 1748 и 1749 годов в сравнительно короткий срок стараниями доминиканцев, магната Людвика Паца, Бригитты Сологуб из Радзивиллов и других меценатов к 1770 году храм и монастырь были заново отстроены. После этого костёл приобрёл пышный декор в стиле рококо.
В 1812 году храм пострадал от французских солдат и ремонтировался в 1813—1815 годах. В 1818 году бурей сорвало крышу и пришлось заново перекрывать кровлю. В 1844 году российские власти упразднили монастырь. В его помещениях по распоряжению генерал-губернатора М. Н. Муравьёва содержались в заключении участники восстания 1863 года.
Сверни с проезжей части в полу-

слепой проулок и, войдя 

в костёл, пустой об эту пору, 

сядь на скамью и, погодя, 

в ушную раковину Бога, 

закрытую для шума дня, 

шепни всего четыре слога: 

— Прости меня. 

Josifas Brodskis. Vaizdas į jūrą: eilėraščiai.
 Иосиф Бродский. С видом на море: стихи. 

Vilnius: Vyturys, 1999. ISBN 5-7900-0635-3. С. 68.
С упразднением монастыря костёл с 1844 года снова стал приходским и действовал на всём протяжении XIX и XX веков. О нём идёт речь в части седьмой цикла «Литовский дивертисмент» (1971) Иосифа Бродского, который ознакомился с костёлом и монастырём весной 1966 года.

Рядом с улицей стоят два костёла, они не принадлежат к числу знаменитых, но это всё же настоящее вильнюсское барокко — провинциальное, позднее, прелестное. Ближе двубашенный белый костёл Св. Екатерины; чуть далее круглый купол Доминиканцев, изнутри странной на вид и как бы неправильной формы — «ушная раковина Бога» из последнего стихотворения цикла. (Томас Венцлова). 
Службы традиционно ведутся на польском языке. 5 сентября 1993 года здесь состоялась встреча папы римского Иоанна Павла II с верующими польского происхождения (при участии приветствовавшего святого отца архиепископа Аудриса Юозаса Бачкиса и в присутствии примаса Польши кардинала Юзефа Глемпа, вице-премьера Польши в 1992—1993 годах Генрика Горышевского, архиепископов Тадеуша Кондрусевича и Казимира Свёнтека). Использованный в речи папы оборот «литовцы польского происхождения» вызвал недовольство и сожаления части польской общественности Литвы.

## Фасад
Купол с фонарём над центральным нефом костёла возвышается на 51 м.. Он был реконструирован в XVIII веке архитекторами Иоганном Валентином Дидерштейном и Яном Незамовским. Две барочные башни, схожие с теми, которые сохранились у миссионерского костёла Вознесения Господня, были разрушены в начале XIX века.
Барочный медный колокол высотой 84 см и диаметром 112 см был отлит в 1779 году.
Костёл выделяется среди других храмов Вильнюса необычной ориентацией. Он располагается вдоль улицы Доминикону и не имеет главного фасада. Вход с этой стороны украшен фронтоном с двумя парами дорических колонн, повёрнутых по диагонали к плоскости фасада, и пышным картушем в стиле рококо с изображением Орла (герб Польши), Погони (герб Литвы) и гербом династии Вазов над круглой аркой. Нижняя часть обрамляющих окно пилястров на втором ярусе портала изгибается и завершается волютами. Главный восточный портал (с улицы Доминикону) создал архитектор и скульптор Франциск Игнатий Гофер. По правой стороне длинного коридора, ведущего в помещения бывшего монастыря, расположен вход в костёл.

## Интерьер
Авторство пышного внутреннего убранства одни искусствоведы приписывают Франциску Игнатию Гоферу, другие — Иоганну Кристофу Глаубицу. Во второй половине XVIII века в храме были сооружены 16 алтарей в стиле рококо из материалов, имитирующих мрамор разных цветов: центральный алтарь Пресвятой Троицы, рядом с ним в южной части большого алтаря — алтари Иисуса Христа и Святого Доминика (в трансепте). В северной части — алтари Ченстоховской Божией Матери и Святого Фомы Аквинского (в трансепте). Прежде в центральном нефе у пилонов располагалось пять алтарей, в южном и северном нефах — по три. Ныне в южной части центрального нефа у первого от большого алтаря пилона — наиболее пышно декорированный алтарь Господа Милосердного. Напротив него располагается исповедальня и амвон, окружённые 12 гипсовыми скульптурами; по сторонам её — статуи короля Владислава Вазы и святой Ядвиги.
У пилонов и в боковых нефах справа — алтари Святого Фаддея, Ангела Хранителя, Бичевания Христа, Святой Анны, Святого Антония, Святого Пия, слева — Святого Яцека, Марии Магдалены, Святого Иосифа, Святой Варвары, Святой Екатерины Сиенской.
Храм богато расписан барочными фресками. Роспись сводов выполнена разными художниками в 1765—1770 годах. Настенная роспись в коридоре, ведущем от портала в храм, относится к середине XVIII века. В середине XIX века выполнена фреска в куполе. В конце XIX века фрески обновлялись. В 1898—1899 годах художники из Тироля написали четыре композиции над входами в боковые нефы и фреску с изображением Святой Анны на своде южного нефа.
В храме есть 45 ценных образов и портретов XVI — первой половины XIX века: святой Фёклы, святого Гиацинта, святого Франциска, святой Варвары, великого князя литовского Александра, Николая Корчака и другие.
Орган XVIII века, созданный мастером Адамом Готлибом Каспарини из Кёнигсберга в 1776 году, считается старейшим в Литве.
В стене коридора у входа в храм находится мемориальная плита, вмурованная 12 июля 1786 года на месте захоронения Варвары Секлуцкой-Костровицкой её сыном.
|                               |  |                 |  |                                                                                    |
| Один из алтарей бокового нефа |  | Центральный неф |  | Вид на исповедальню (слева), главный алтарь и алтарь Господа Милосердного (справа) |

## Подземелья
Под храмом располагаются подземелья — девять готических подвалов, образующих овеянный слухами и легендами лабиринт. Длина самого большого из них 33 м. Предполагается, что они двухуровневые(а возможно и больше). Издавна в подземельях осуществлялись захоронения, в XVI—XVII веках не только монахов, но и знатных жителей города. Среди захороненных здесь, по упоминаниям в различных документах и исследованиях, лидский староста Христофор Стефан Сапега (1627), его жена Анна и её отец князь Александр (1643), трокский воевода Александр Пац (1771), Людвик Пац и его жена Виктория из Потоцких (1773), княгиня Теодора Сапежина (1774). В подземельях хоронились также многочисленные жертвы эпидемий холеры и чумы. Вероятно, среди похороненных здесь и те, кто умер во французском военном госпитале, размещённом в монастыре во время войны с Россией в 1812 году. Особенности микроклимата (постоянная температура и сухой воздух) способствовали тому, что часть трупов не разлагалась, а консервировались, подвергаясь своего рода мумификации.
Подземелья в XIX веке исследовали и описывали Юзеф Игнацы Крашевский, Евстахий Тышкевич, Адам Киркор, в 1903 году — историк Владислав Загорский, в середине 1930-х годов — студенты Университета Стефана Батория, объединённые в клуб «Влучендзы» (Włóczędzy; «Бродяги»); обширные исследования проводились в 1960-х годах.
Они выявили около четырёх тысяч захоронений, 153 гроба, мумифицировавшиеся тела 473 взрослых и 85 детей, 205 черепа. Для любителей острых ощущений были организованы экскурсии, однако вскоре их пришлось прекратить, поскольку из-за нарушений микроклимата мумии начали разлагаться, к тому же экскурсанты пытались вынести из подземелий кости и черепа..

## Монастырь
Ансамбль храма и монастыря занимает обширный участок земли между улицами Доминикону (Dominikonų g.), Швянто Игното (Švento Ignoto g.) и Вильняус (Vilniaus g.) общей площадью 5,6 га. Это был центр доминиканской провинции, в нём действовал новициат и училище теологии, выпускникам которого присваивались те же степени, что и в академии. Число монахов составляло 140 человек. Монастырские помещения вместе с храмом страдали от пожаров, грабежей, разрушений и несколько раз восстанавливались и перестраивались.
Трёхэтажные здания окружают квадратный (19 на 18 м) клуатр — внутренний двор обители с остатками галерей и невысокой барочной дорической колонны посередине в память жертв чумы. С костёлом монастырь соединяют коридоры вокруг этого двора, прежде бывшими открытыми галереями.
В отличие от других монастырей, в доминиканском монастыре не было отдельных келий. Поэтому его особенностью являются достаточно просторные помещения дормиториума (спальни), больницы, зала для диспутов, рефлекторума (столовая). Левую стену западного корпуса украшают восемь фресок с изображениями эпизодов из истории доминиканского ордена. На другой стене написаны портреты четырёх римских пап; на шести плафонах сводов изображены сцены из Библии и видение святого Доминика. Фрески на сводах северного корпуса изображают сцены жизни Христа, на сводах восточного корпуса в медальонах изображены религиозная символика и дева Мария со святыми, на сводах южного корпуса — пять фресок со сценами жизни Христа и девы Марии. В 1899 году роспись была подновлена. С 1978 года фрески изучались и консервировались.
В 1807 году российская администрация устроила в части принадлежащих доминиканцам помещений военный госпиталь и тюрьму. В 1812 году здесь же был французский госпиталь. Монастырь значительно пострадал от французских солдат: мебель, окна, двери были сожжены, утварь и библиотека расхищена.
После Отечественной войны 1812 года в обращённой в тюрьму части построек содержались в заключении филареты (1822—1823), позднее участники восстания 1830—1831 годов. Окончательно монастырь был упразднён в 1844 году. Часть зданий (за храмом вдоль улицы Игното) стала тюрьмой. Здания юго-западной части монастыря до улицы Вильняус были переданы магистрату.
После череды смен владельцев и назначений, сопровождавшихся перестройками, часть этих зданий была разрушена при бомбардировке города советской авиацией в 1944 году, часть была снесена уже после Второй мировой войны. Сейчас там находится гимназия имени Саломеи Нерис и школьный стадион. В примыкавшем к храму корпусе былой доминиканской аптеки с 1922 года действовал книжный магазин Святого Войцеха. После Второй мировой войны и до 1985 года в этом здании, с фасадом украшенным сграффито чёрного и красного цветов, действовал единственный в то время в Вильнюсе антиквариат, фактически букинистический магазин. Позднее здесь располагалось католическое издательство Katalikų pasaulis и магазин религиозной литературы.
В заключении в бывшем монастыре пребывали участники восстания 1863 года и его руководители — Якуб Гейштор, Кастусь Калиновский, его ближайший помощник Титус Далевский, его брат, один из основателей Братского союза литовской молодёжи Франциск Далевский и другие. В 1993 году на здании по улице Игното (Švento Ignoto g. 11) была открыта мемориальная плита Кастусю Калиновскому.
В межвоенные годы предпринимались усилия по возвращению костёлу всех зданий монастыря. В 1980-х годах шли подготовительные работы по устройству в монастыре конструкторского бюро Министерства связи с лабораториями и производственными помещениями. Со сменой государственного строя в порядке реституции заброшенные постройки были переданы церкви. Часть их в настоящее время ремонтируется.